# Desmosoma elongatum
Desmosoma elongatum är en kräftdjursart som beskrevs av Bonnier 1896. Desmosoma elongatum ingår i släktet Desmosoma och familjen Desmosomatidae. Inga underarter finns listade i Catalogue of Life.